# Парфяно-сирийские войны
Парфяно-сирийские войны — вооружённые конфликты между Парфянским царством и государством Селевкидов в III—II веках до н. э. Войны были вызваны массовой миграцией кочевого иранского племени парны в Парфию и созданием парфянского государства, которое бросило вызов гегемонии Селевкидов.

## Первая война
Началась около 219 года до н. э. при парфянском царе Артабане I, вступившем в упорную борьбу с Селевкидами, пытавшимися завоевать восточные области Бактрии. Один из преемников Артабана, Эвдидем, успешно боролся с Антиохом Великим и, пользуясь тем, что сирийский царь в войне с римлянами потерял всю Малую Азию, успел завладеть Западной Индией.

## Вторая война

Завоевания Митридата I

Парфянский царь Митридат I возвёл свое государство в высшую степень могущества, завоевав Мидию, Атрапатену, Элимаиду, Месопотамию, Халдею, разрушил Бактрийское царство, нанёс сильное поражение сирийцам и отнял y Эвкратида II большинство провинций.

## Третья война
Парфянский царь Фраат II (Фравартис) в 129 году до н. э. начал войну с Антиохом VII и овладел Селевкией; он уже готовился ко вторжению в Сирию, как в 123 году до н. э. ввязался в войну со скифами, где скоро и погиб.
При его ближайших преемниках, Артабане II и Митридате II, Парфия пришла в столкновение с Римом, начавшим уже превращаться в мировую державу.

## Источник
Парфяно-сирийские войны // Военная энциклопедия : [в 18 т.] / под ред. В. Ф. Новицкого … [и др.]. — СПб. ; [М.] : Тип. т-ва И. Д. Сытина, 1911—1915.